# Ed Hatoum
Edward "Ed" Hatoum, arabiska: إدوارد حاطوم, född 7 december 1947, är en libanesisk-kanadensisk före detta professionell ishockeyforward som tillbringade tre säsonger i den nordamerikanska ishockeyligan National Hockey League (NHL), där han spelade för Detroit Red Wings och Vancouver Canucks. Han producerade nio poäng (tre mål och sex assists) samt drog på sig 25 utvisningsminuter på 47 grundspelsmatcher.
Hatoum spelade också för Chicago Cougars och Vancouver Blazers i World Hockey Association (WHA); Seattle Totems och San Diego Gulls i Western Hockey League (WHL); Baltimore Clippers och Rochester Americans i American Hockey League (AHL); Fort Worth Wings i Central Professional Hockey League (CPHL)/Central Hockey League (CHL) samt Hamilton Red Wings i Ontario Hockey Association (OHA-Jr.).
Efter den aktiva spelarkarriären har han drivit bilverkstäder i Ottawa i Ontario och återförsäljare av fordon i Vancouver i British Columbia.

## Statistik
| 1964–1965       | Hamilton Red Wings  | OHA-Jr.         | 17  | 0  | 3  | 3   | 8   | —  | —  | —  | —  | —  |
| 1965–1966       | Hamilton Red Wings  | OHA-Jr.         | 48  | 16 | 35 | 51  | 51  | 5  | 0  | 3  | 3  | 2  |
| 1966–1967       | Hamilton Red Wings  | OHA-Jr.         | 45  | 19 | 25 | 44  | 89  | 17 | 5  | 11 | 16 | 16 |
| 1967–1968       | Hamilton Red Wings  | OHA-Jr.         | 50  | 25 | 34 | 59  | 44  | 11 | 6  | 5  | 11 | 10 |
|                 | Fort Worth Wings    | CPHL            | —   | —  | —  | —   | —   | 7  | 0  | 1  | 1  | 0  |
| 1968–1969       | Detroit Red Wings   | NHL             | 16  | 2  | 1  | 3   | 2   | —  | —  | —  | —  | —  |
|                 | Fort Worth Wings    | CHL             | 53  | 21 | 28 | 49  | 29  | —  | —  | —  | —  | —  |
|                 | Baltimore Clippers  | AHL             | 3   | 0  | 1  | 1   | 2   | 4  | 1  | 1  | 2  | 0  |
| 1969–1970       | Detroit Red Wings   | NHL             | 5   | 0  | 2  | 2   | 2   | —  | —  | —  | —  | —  |
|                 | Fort Worth Wings    | CHL             | 69  | 15 | 40 | 55  | 32  | 6  | 2  | 3  | 5  | 0  |
| 1970–1971       | Vancouver Canucks   | NHL             | 26  | 1  | 3  | 4   | 21  | —  | —  | —  | —  | —  |
|                 | Seattle Totems      | WHL             | 29  | 8  | 13 | 21  | 19  | —  | —  | —  | —  | —  |
| 1971–1972       | Rochester Americans | AHL             | 67  | 9  | 23 | 32  | 29  | —  | —  | —  | —  | —  |
| 1972–1973       | Chicago Cougars     | WHA             | 16  | 1  | 1  | 2   | 2   | —  | —  | —  | —  | —  |
|                 | Seattle Totems      | WHL             | 45  | 11 | 26 | 37  | 14  | —  | —  | —  | —  | —  |
| 1973–1974       | Vancouver Blazers   | WHA             | 37  | 3  | 12 | 15  | 8   | —  | —  | —  | —  | —  |
|                 | San Diego Gulls     | WHL             | 5   | 1  | 0  | 1   | 4   | —  | —  | —  | —  | —  |
| 1974–1975       | Nelson Maple Leafs  | WIHL            | 48  | 25 | 53 | 78  | 18  | —  | —  | —  | —  | —  |
| 1975–1976       | Nelson Maple Leafs  | WIHL            | 4   | 0  | 3  | 3   | 0   | —  | —  | —  | —  | —  |
| NHL totalt      | NHL totalt          | NHL totalt      | 47  | 3  | 6  | 9   | 25  | —  | —  | —  | —  | —  |
| WHA totalt      | WHA totalt          | WHA totalt      | 53  | 4  | 13 | 17  | 10  | —  | —  | —  | —  | —  |
| WHL totalt      | WHL totalt          | WHL totalt      | 52  | 25 | 56 | 81  | 18  | —  | —  | —  | —  | —  |
| AHL totalt      | AHL totalt          | AHL totalt      | 70  | 9  | 24 | 33  | 31  | 4  | 1  | 1  | 2  | 0  |
| CPHL/CHL totalt | CPHL/CHL totalt     | CPHL/CHL totalt | 122 | 36 | 68 | 104 | 61  | 13 | 2  | 4  | 6  | 0  |
| OHL-Jr. totalt  | OHL-Jr. totalt      | OHL-Jr. totalt  | 160 | 60 | 97 | 157 | 192 | 33 | 11 | 19 | 30 | 28 |